# Maloelap Atoll
A Maolelap Atoll egy 75 szigetből álló atoll a Csendes-óceánban, közigazgatásilag egységes terület a Marshall-szigeteken. Szárazföldi területe mindössze 9,8 km², a körbefogott lagúna teljes területe 973 km².
Lakossága 1999-ben 856 fő volt.

## Földrajza
Nagyobb szigetei: (zárójelben az atollon belüli elhelyezkedés)
- Kaven (vagy Kaben) (ÉNY) 2,5 km legnagyobb átmérő
- Tjan (ÉK)  1,2 km
- Taroa (K) 2 km
- Airik (DK) 1,5 km

Kaven és Taroa területén füves repülőtér van, ahol kis gépek le tudnak szállni. 
A Taroa katonai repülőteret az azonos nevű szigeten a japánok létesítették 1939-ben (IATA-kódja: MAV). A japánok Zero, Lilly és Betty típusú vadászgépeket és bombázókat állomásoztattak itt. Az amerikai repülőgépek a második világháború alatt lebombázták, a repülőtér ekkor használhatatlanná vált.

## Külső hivatkozások
- Digital Micronesia-An Electronic Library  & Archive
- oceandots.com